# Letnica (gmina)
Letnica (bułg. Община Летница)  − gmina w północnej Bułgarii, w obwodzie Łowecz.

## Miejscowości
Miejscowości wchodzące w skład gminy Letnica:
- Gorsko Sliwowo (bułg.: Горско Сливово),
- Kruszuna (bułg.: Крушуна),
- Kyrpaczewo (bułg.: Кърпачево),
- Letnica (bułg.: Летница) – siedziba gminy.